# Ringo (lied)

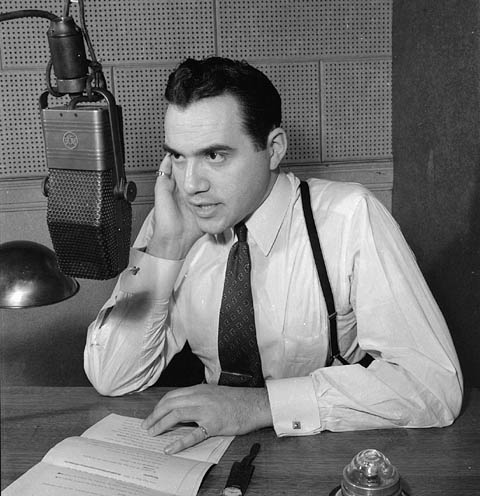
Lorne Greene

Ringo was een hit van de Canadese acteur Lorne Greene in 1964.
De tekst van het lied, eerder gesproken dan gezongen, vertelt het verhaal van een gezagshandhaver in het westen van de Verenigde Staten en zijn verhouding tot een bekende revolverheld Johnny Ringo, die op 13 juli 1882 levenloos werd aangetroffen in de omgeving van Tombstone, Arizona. Zijn gewelddadige dood werd snel afgedaan als zelfmoord, maar daarover is altijd twijfel blijven bestaan.
Dat het lied niet overeenkomt met de bekende historische feiten over het leven van Johnny Ringo heeft de populariteit van het lied niet verminderd: op 5 december 1964 stond het in de top van de Amerikaanse Billboard charts. Het feit dat het nummer uitkwam op een moment dat The Beatles (inclusief Ringo Starr) de hitlijsten domineerden deed het nummer ongetwijfeld geen kwaad.
De B-kant van de plaat bevatte een uitgebreide versie van het themalied van Greenes televisieserie Bonanza, met teksten die nooit op TV werden gebruikt.
Het lied werd in 1965 geparodieerd door Frank Gallop in de hitsingle The Ballad of Irving. In 1987 kwam komiek André van Duin met een Nederlandstalige versie met de titel Bingo, over het gelijknamige spelletje.

## Hitnotering
| Ringo              | Ringo                  | Ringo            | Ringo | Ringo | Ringo | Ringo | Ringo | Ringo | Ringo             |
| Hitlijst:          | Datum van binnenkomst: | Positie in week: | 1     | 2     | 3     | 4     | 5     | 6     | Laatste notering: |
| ------------------ | ---------------------- | ---------------- | ----- | ----- | ----- | ----- | ----- | ----- | ----------------- |
| Nederlandse Top 40 | 2 januari 1965         |                  | 20    | 40    | 31    | 38    | 29    | 38    | 6 februari 1965   |